# Colette Alliot-Lugaz
Colette Alliot-Lugaz (Notre-Dame-de-Bellecombe, 20 de juliol de 1947) és una soprano francesa, especialment associada a les interpretacions de papers mozartians.

## Carrera
Va iniciar els seus estudis musicals a Bonneville (Alta Savoia), i després a Ginebra amb Magda Fonay-Besson. Va completar la seua formació al Paris Opéra-Studio amb René Koster i Vera Rosza. Va fer el seu debut com a Pamina, en una producció del Opéra-Studio de La flauta màgica, l'any 1976.
Tot i que Mozart sempre ha estat la pedra de volta del seu repertori (Susanna, Zerlina), gradualment va anar incloent-hi papers com ara Rosina, Annchen, Véronique, així com d'altres rols d'òperes de Monteverdi, Rameau i Haydn.
Va ingressar a l'Opéra National de Lyon, on va cantar una memorable Mélisande l'any 1980. També ha cantat a l'Òpera de París, La Monnaie a Brussel·les, el Festival d'Ais de Provença i el Festival de Glyndebourne.
L'any 1983 va participar en l'estrena de La Passion de Gilles, de Philippe Boesmans, en el paper del patge.